# Deaf Smith County
Das Deaf Smith County ist ein County im US-Bundesstaat Texas der Vereinigten Staaten. Das U.S. Census Bureau hat bei der Volkszählung 2020 eine Einwohnerzahl von 18.583 ermittelt. Der Sitz der County-Verwaltung ist in Hereford.

## Geographie
Das County liegt nordwestlich des geographischen Zentrums von Texas im Texas Panhandle und grenzt im Westen an den Bundesstaat New Mexico. Es hat eine Fläche von 3878 Quadratkilometern, wovon 2 Quadratkilometer Wasserfläche sind. Es grenzt im Uhrzeigersinn an folgende Countys: Oldham County, Randall County, Castro County und Parmer County. In New Mexico an folgende Countys: Curry County und Quay County.

## Geschichte
Das Deaf Smith County wurde am 21. August 1876 aus Teilen des Bexar County gebildet und die Verwaltungsorganisation mit LaPlata als Hauptsitz am 1. Dezember 1890 abgeschlossen. Benannt wurde es nach Erastus “Deaf Smith” (1787–1837), der als Scout unter Sam Houston diente und während der texanischen Revolution bei den Texas Rangers kämpfte. Er war der Erste, der Alamo nach dessen Untergang erreichte.

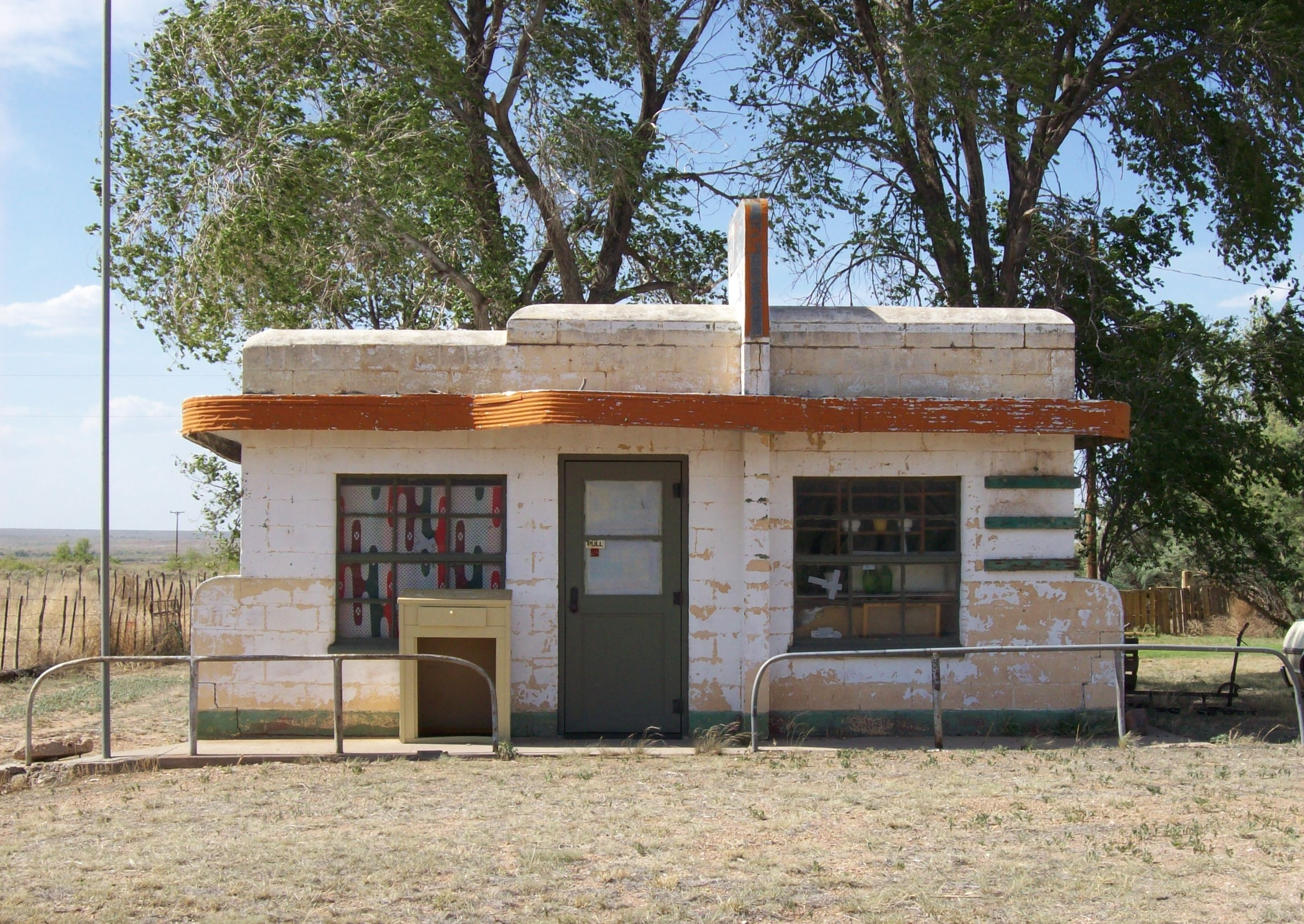
Verlassene Gaststätte im Glenrio Historic District

Zwei Bauwerke und Stätten des Countys sind im National Register of Historic Places (NRHP) eingetragen (Stand 23. Oktober 2018), der Glenrio Historic District und das E. B. Black House.

## Demografische Daten

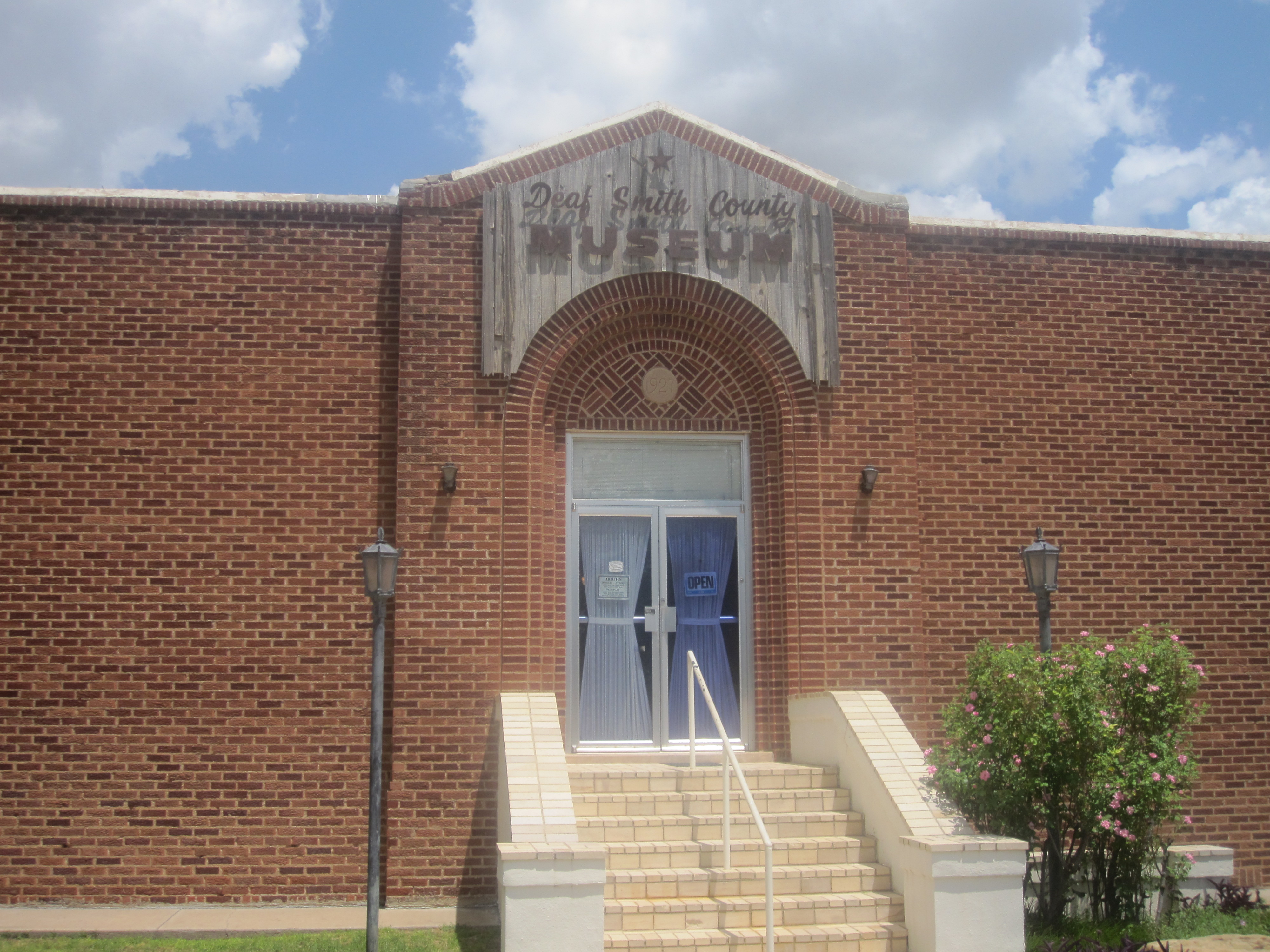
Deaf Smith County Museum

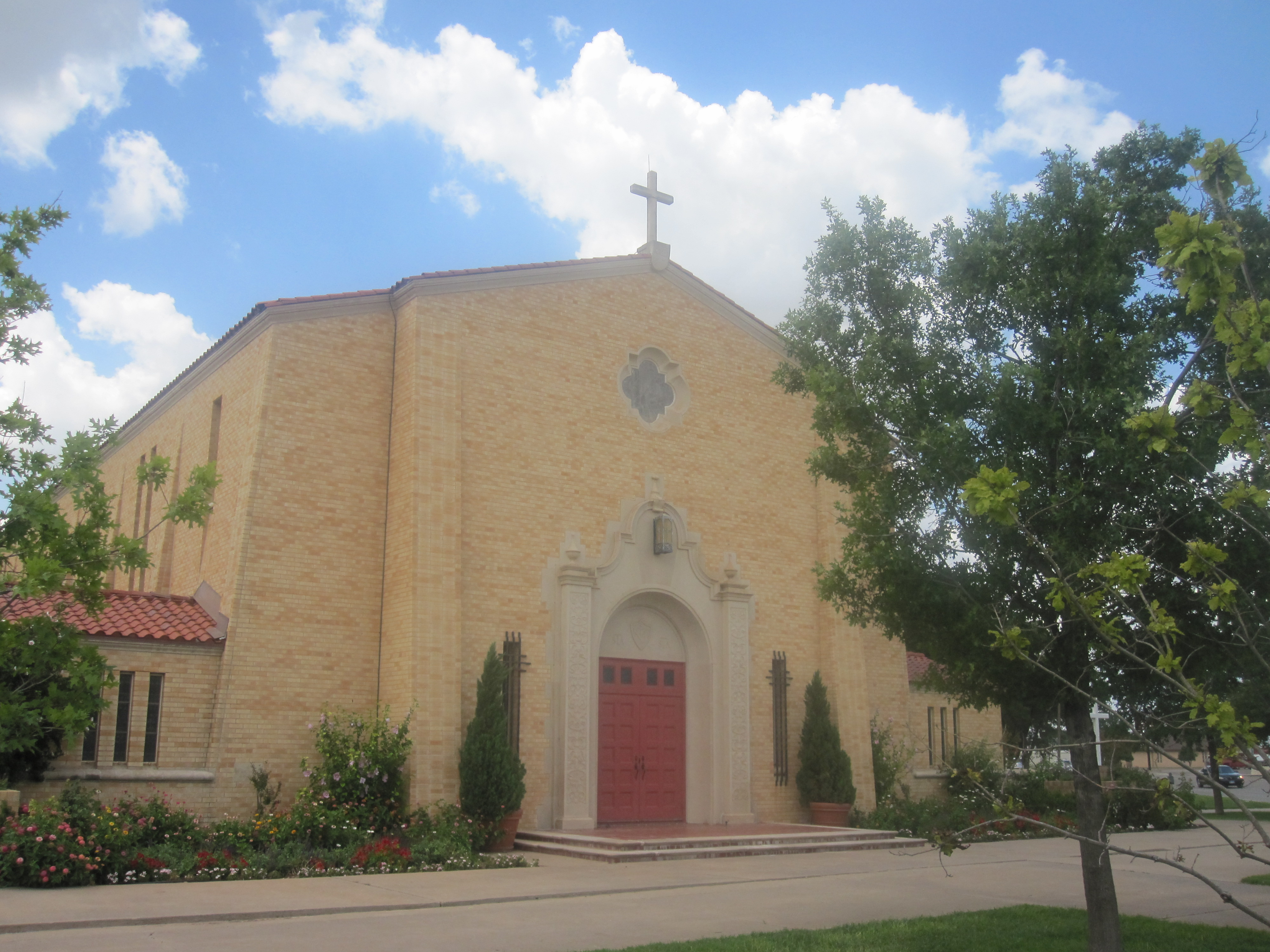
St. Anthony’s Catholic Church

Nach der Volkszählung im Jahr 2000 lebten im Deaf Smith County 18.561 Menschen in 6.180 Haushalten und 4.832 Familien. Die Bevölkerungsdichte betrug 5 Einwohner pro Quadratkilometer. Ethnisch betrachtet setzte sich die Bevölkerung zusammen aus 72,28 Prozent Weißen, 1,51 Prozent Afroamerikanern, 0,80 Prozent amerikanischen Ureinwohnern, 0,25 Prozent Asiaten, 0,13 Prozent Bewohnern aus dem pazifischen Inselraum und 22,92 Prozent aus anderen ethnischen Gruppen; 2,11 Prozent stammten von zwei oder mehr Ethnien ab. 57,40 Prozent der Einwohner waren spanischer oder lateinamerikanischer Abstammung.
Von den 6.180 Haushalten hatten 41,0 Prozent Kinder oder Jugendliche, die mit ihnen zusammen lebten. 61,0 Prozent waren verheiratete, zusammenlebende Paare 12,6 Prozent waren allein erziehende Mütter und 21,8 Prozent waren keine Familien. 19,7 Prozent waren Singlehaushalte und in 10,0 Prozent lebten Menschen im Alter von 65 Jahren oder darüber. Die durchschnittliche Haushaltsgröße betrug 2,96 und die durchschnittliche Familiengröße betrug 3,41 Personen.
33,3 Prozent der Bevölkerung war unter 18 Jahre alt, 9,6 Prozent zwischen 18 und 24, 25,5 Prozent zwischen 25 und 44, 19,4 Prozent zwischen 45 und 64 und 12,1 Prozent waren 65 Jahre alt oder älter. Das Medianalter betrug 31 Jahre. Auf 100 weibliche Personen kamen 95,5 männliche Personen und auf 100 Frauen im Alter von 18 Jahren oder darüber kamen 91,9 Männer.
Das jährliche Durchschnittseinkommen eines Haushalts betrug 29.601 USD, das Durchschnittseinkommen einer Familie betrug 32.391 USD. Männer hatten ein Durchschnittseinkommen von 26.090 USD, Frauen 19.113 USD. Das Prokopfeinkommen betrug 13.119 USD. 19,3 Prozent der Familien und 20,6 Prozent der Einwohner lebten unterhalb der Armutsgrenze.

## Orte im County
- Dawn
- Glenrio
- Hereford
- Joel
- Westway